# Rohrbach (Weimarer Land)
Rohrbach település Németországban, azon belül Türingiában. Lakosainak száma 207 fő (2017. december 31.). Rohrbach Ilmtal-Weinstraße és Leutenthal községekkel határos.

## Népesség
A település népességének változása:

| 2017 | 207 |